# Boreus semenovi
Boreus semenovi is een schorpioenvlieg uit de familie van de sneeuwvlooien (Boreidae). De wetenschappelijke naam van de soort is voor het eerst geldig gepubliceerd door Pliginsky in 1930.
De soort komt voor in het oosten van Rusland.